# Síndrome del emperador
El síndrome del emperador, síndrome del niño tiranoo síndrome del niño reyes un trastorno de conducta que afecta a los niños. Principalmente se inicia en el hogar, cuando el niño comienza por desafiar al padre y a la madre, y más adelante lo hace con cualquier persona.o se caracteriza por el sentimiento de autoridad que puede llegar a tener un menor de edad hacia los demás; por lo regular esto ocurre por darle privilegios desmesurados al niño que la padece, dándole todo lo que quiere sin ningún tipo de condición. En definitiva, se propicia
satisfechos en el momento, por lo que se convierten en necesidades.De esta manera, cuando el niño no obtiene lo que quiere, tiende a enojos extremos que pueden terminar en agresiones verbales y físicas junto con aires de autoridad.